# Quintela de Leirado
Quintela de Leirado  est une commune de la province d'Ourense en Espagne située dans la communauté autonome de Galice.